# Nitrosomonas europaea
Espèce
Synonymes
- Pseudomonas europaea
(Winogradsky, 1892) Migula, 1895
- Planococcus europaeus
(Winogradsky, 1892) Vuillemin, 1913
- Bacterium nitrosomonas
Lehmann et Neumann, 1899

Nitrosomonas europaea est une bactérie à Gram négatif capable de produire toute son énergie métabolique (ATP, GTP…) et son pouvoir réducteur (NADH+H+, FADH2…) à partir de l'oxydation de l'ammoniac NH3 en nitrites NO2–. On la trouve dans le sol, les eaux usées, l'eau douce, les murs des bâtiments et à la surface des monuments, notamment dans les zones polluées où l'air contient des taux élevés de composés azotés.
Cette bactérie est capable de dégrader des composés organiques aromatiques ou halogénés (comme le trichloréthylène ClCH=CCl2, le chlorobenzène C6H5Cl et le chlorure de vinyle ClCH=CH2  ),  ce qui pourrait être utile à des fins de bioremédiation des environnements pollués. Plus précisément, elle catalyse la première étape de la conversion de l'ammoniac en nitrates, de sorte qu'elle intervient dans le traitement des eaux usées et des déchets industriels. Elle serait responsable d'une part importante de la production mondiale de protoxyde d'azote (oxyde nitreux N2O) et produit également de l'acide nitrique HNO3, ce qui peut favoriser la solvatation des pierres et matériaux de construction de certains monuments et bâtiments.
Nitrosomonas europaea requiert de grandes quantités d'ammoniac afin de produire l'énergie nécessaire pour se diviser, de sorte que la mitose peut durer plusieurs jours. Ceci explique sans doute que ce microorganisme soit assez peu étudié, outre le fait qu'il lui faut beaucoup d'azote pour le cultiver. Elle a une taille d'environ 1,1 μm à 1,8 μm et se développe de préférence autour de 20 à 30 °C à un pH de 6,0 à 9,0. La plupart des cellules possède des flagelles polaires mais certaines ne sont pas mobiles.